# Saint-Martial-le-Mont
Saint-Martial-le-Mont é uma comuna francesa na região administrativa da Nova Aquitânia, no departamento de Creuse. Estende-se por uma área de 10,25 km². Em 2010 a comuna tinha 272 habitantes (densidade: 26,5 hab./km²).